# 小川信 (政治家)
小川 信（おがわ まこと、1932年9月6日 - 2016年1月8日）は、日本の政治家。日本社会党衆議院議員（1期）。

## 来歴
山口県出身。1955年山口大学農学部卒。山口県農業協同組合中央会参事、同総務部長、農政会議事務局長を歴任した。1990年の総選挙で旧山口1区から立候補して初当選。衆議院では地方行政委員会（現在の総務委員会）などに所属した。1993年の総選挙に落選した。
2016年1月8日に呼吸不全のため死去。83歳没。